# Cumbite
Cumbite es una película dramática cubana, inspirada en la novela Gobernadores del rocío del escritor haitiano Jacques Roumain. Fue estrenada en 1964 y dirigida por Tomás Gutiérrez Alea.

## Sinopsis
Cuando el joven haitiano Manuel regresa a su país, encuentra su comunidad sumida en una gran sequía y dividida por la enemistad de dos familias. Manuel descubre una vertiente de agua e intenta unir a las familias rivales, pero es asesinado por celos. La unión entre su novia y su madre evita la venganza y logra la unidad para construir el canal.

## Palmarés cinematográfico
- Medalla de Plata, Festival Internacional de Cine, Cork, Irlanda, 1966.